# Arctosa obscura
Arctosa obscura este o specie de păianjeni din genul Arctosa, familia Lycosidae, descrisă de Denis, 1953. Conform Catalogue of Life specia Arctosa obscura nu are subspecii cunoscute.